# Raymond Bourgine
Pour les articles homonymes, voir Bourgine.
Raymond Bourgine, né le 9 mars 1925 à Diégo-Suarez (Colonie de Madagascar et dépendances) et mort le 29 novembre 1990 à Paris 16e, est un journaliste de la nouvelle droite puis un homme politique de droite français.

## Enfance et jeunesse
Descendant d'une famille d'armateurs originaire de La Rochelle, fils d'une Dionysienne et d'un Saint-Pierrois habitant près de la Rivière Langevin, Raymond Bourgine passe son enfance à La Réunion, hormis quelques intermèdes à Madagascar. C'est ainsi qu'il se retrouve dans la même école maternelle que Raymond Barre puis dans le même lycée que lui avec Auguste Legros, Jacques Vergès et son frère Paul : le Lycée Leconte-de-Lisle de Saint-Denis.
Il fait de courtes études de droit qui lui permettent d'obtenir sa licence et passe quelques mois à l'Institut d'études politiques d'Alger. Ce cursus est interrompu par la Seconde Guerre mondiale. De 1943 à 1945, il est mobilisé dans l'Armée de l'air.

## Carrière dans la presse écrite
Rédacteur et traducteur à l'agence France-Afrique dès l'âge de dix-sept ans, Raymond Bourgine après la Libération entre comme rédacteur économique à Paris-Matin (devenu ensuite Ce Matin) et collabore à La Vie française. En 1947, il entre aux Écoutes de la Finance, titre fondé en 1929 par Paul Lévy. Il en devient rapidement le rédacteur en chef, à vingt-trois ans, et le copropriétaire à trente. Il acquiert l'affaire à 31 ans, la transforme et lui trouve un nouveau titre : Finance, « l'hebdomadaire de la droite intelligente et capitaliste ».
En 1957, il crée la Compagnie française de journaux, groupe de presse dont les principaux titres sont Valeurs actuelles et Le Spectacle du monde.

## Carrière politique
Partisan de l'Algérie française, il est membre des Comités Tixier-Vignancour, et milite à l'élection présidentielle française de 1965 pour la candidature de Jean-Louis Tixier-Vignancour. L'année suivante, il participe à la fondation de l'Alliance républicaine pour les libertés et le progrès.
À sa filiation politique et sentimentale à Antoine Pinay, Raymond Bourgine en ajoute une autre à Georges Pompidou, dont il apprécie qu'il ait su redonner à la France le goût de l'industrie. C'est par le biais de ce dernier qu'il rencontre Jacques Chirac, qu'il soutiendra en toutes circonstances par la suite, de sa campagne pour la mairie de Paris en 1977 à l'élection présidentielle de 1988.
Raymond Bourgine est élu au Sénat le 25 septembre 1977 avec le groupe des indépendants. Il est réélu le 28 septembre 1986 sous étiquette RPR.
Il ne retourne à La Réunion qu'en 1972. À compter de 1982, il y séjourne régulièrement chaque année.

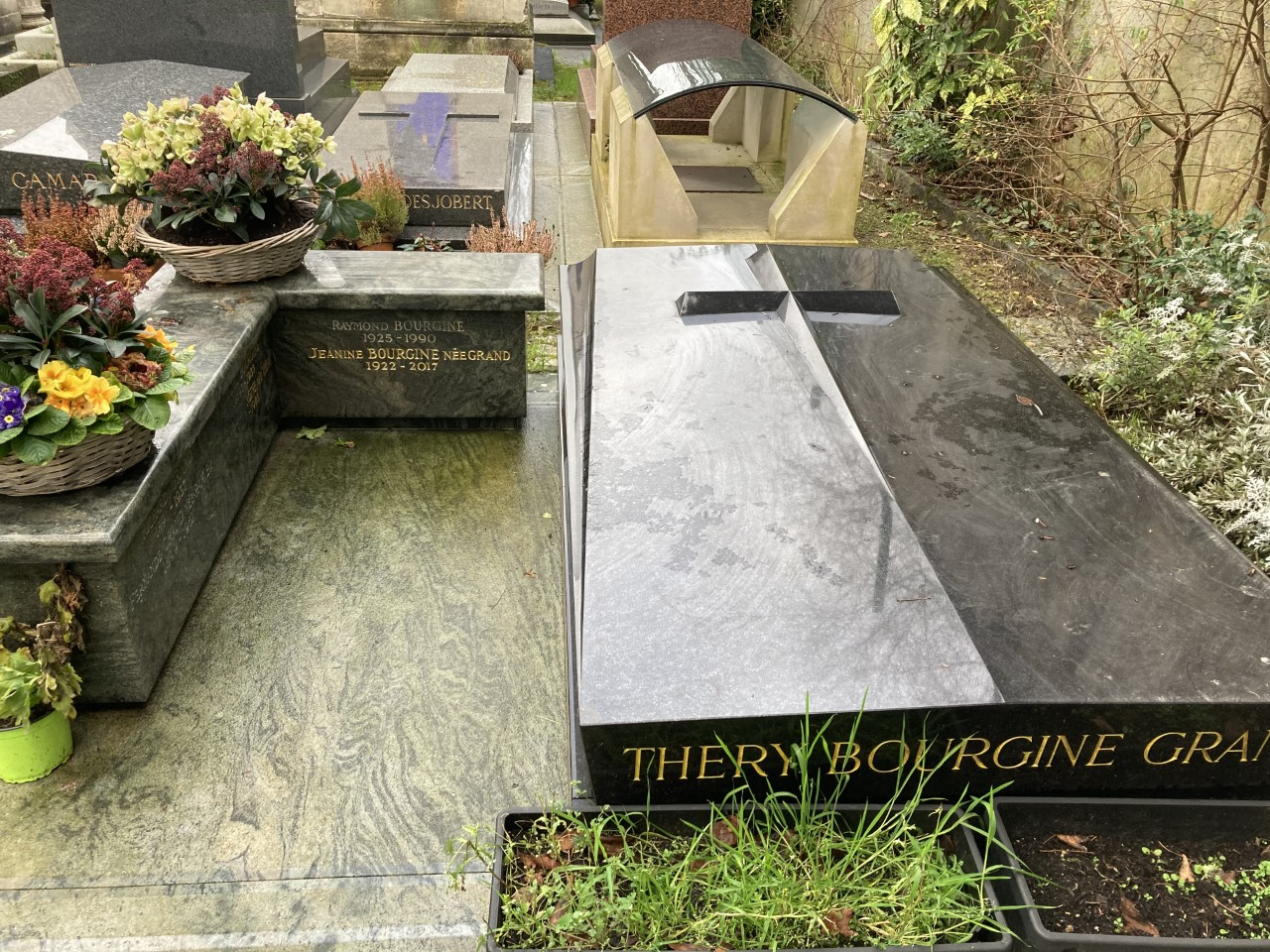
Tombe de Raymond Bourgine au cimetière de Passy (division 14).

Il a été membre de l'Association pour défendre la mémoire du maréchal Pétain et du comité de patronage de Nouvelle École.
Il meurt en 1990, à l'âge de 65 ans. Il est inhumé à Paris au cimetière de Passy (division 14).